# 측지 돔

서울랜드의 상징 지구별

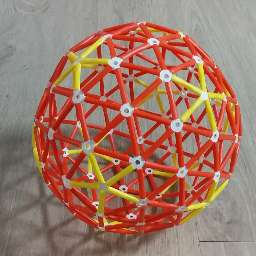
4D 프레임으로 만든 지오데식 돔

측지 돔(geodesic dome, 측지적 돔, 지오데식 돔)은 측지 다면체로 이루어진 반구형 또는 바닥이 일부 잘린 구형의 건축물이다. 표면은 삼각형의 구면 격자로 이루어져 있다. 삼각형 모서리와 면으로 응력을 분산시켜 얇은 껍질 만으로 하중을 지탱할 수 있다. 버크민스터 풀러가 개발했다.

## 측지선
측지선(geodesic)은 수학등에서 어떤 공간 안의 임의의 두 점을 맺는 가장 짧은 곡선이다. 평면 위에서는 직선, 구면(球面) 위에서는 대원(大圓)의 호(弧)를 이른다.

## 측지 돔
측지 돔(geodesic dome)은 건설 등에서 되도록 같은 길이의 직선 부재를 써서 외력에 저항할 수 있도록 분할한 트러스 구조의 돔이다. 정이십면체를 기본으로 하여 잘게 분할해 가는 경우가 많다.

## 정이십면체
정이십면체는 정다면체중에서 가장 면이 많은 다면체로 알려져있다.

## 같이 보기
- 정다각형
- 돔 (건축)
- 측지선